# راديو قرطاج
راديو قرطاج إذاعة تونسية خاصة قديمة انطلق بثها يوم 21 جانفي 1937 تحت اسم راديو تونس. تمت إعادة تسميتها براديو قرطاج يوم 16 جوان 1939 لعدم الالتباس مع الإذاعة الرسمية التي تأسست في أكتوبر 1938 تحت اسم راديو تونس.